# Partito Democratico Cristiano del Cile
Il Partito Democratico Cristiano del Cile (in spagnolo: Partido Demócrata Cristiano de Chile - PDC) è un partito politico cileno di orientamento cristiano-sociale costituitosi il 28 luglio 1957 dalla confluenza fra tre distinti soggetti politici:
- Falange Nazionale (Falange Nacional);
- il Partito Conservatore Sociale Cristiano (Partido Conservador Social Cristiano);
- il Partito Nazionale Cristiano (Partido Nacional Cristiano).

A tali formazioni, già promotrici della Federazione Sociale Cristiana, si aggiunsero vari esponenti politici fuoriusciti dal Partito Conservatore Unito nonché, nel 1965, il movimento Democracia Agrario Laborista (appendice del dissolto Partito Agrario Laburista).
Durante la storia del Cile il partito si distinse per il sostegno alla nazionalizzazione di alcune imprese strategiche e alla riforma agraria, opponendosi sia al governo dell'Unidad Popular che alla dittatura di Augusto Pinochet.
Il PDC è generalmente schierato su posizioni di centro-sinistra ed è parte integrante della coalizione Nuevo Pacto Social.

## Ideologia
Il PDC si definisce come un partito aderente all'umanesimo cristiano e alle proposte dell'enciclica Rerum Novarum di Papa Leone XIII, emanata nel 1891 per fronteggiare la povertà creata dalla Rivoluzione Industriale e dal liberalismo secolare oltre all'ascesa del marxismo.
Il partito ha una linea conservatrice in ambito dei valori morali mentre ha assunto fin dall'inizio della sua fondazione una posizione di centro-sinistra in ambito economico, vicine ad alcune proposte della socialdemocrazia, sostenendo il ruolo dello stato all'interno dell'economia.
Con l'adesione alla coalizione della Concertazione, il PDC ha intensificato le sue posizioni socialdemocratiche in ambito economico mentre è rimasta su posizioni più conservatrici in ambito dei valori. Tuttavia il PDC nel 2004 sostenne la legge del divorzio introdotta dal Presidente socialista Ricardo Lagos. Nel corso della campagna elettorale per le elezioni generali del 2009 in cui il dc Eduardo Frei Ruiz-Tagle risulta essere il candidato del centro-sinistra ha sostenuto la proposta dell'introduzione della pillola abortiva nonostante l'opposizione della destra e di parte del mondo cattolico.

## Storia

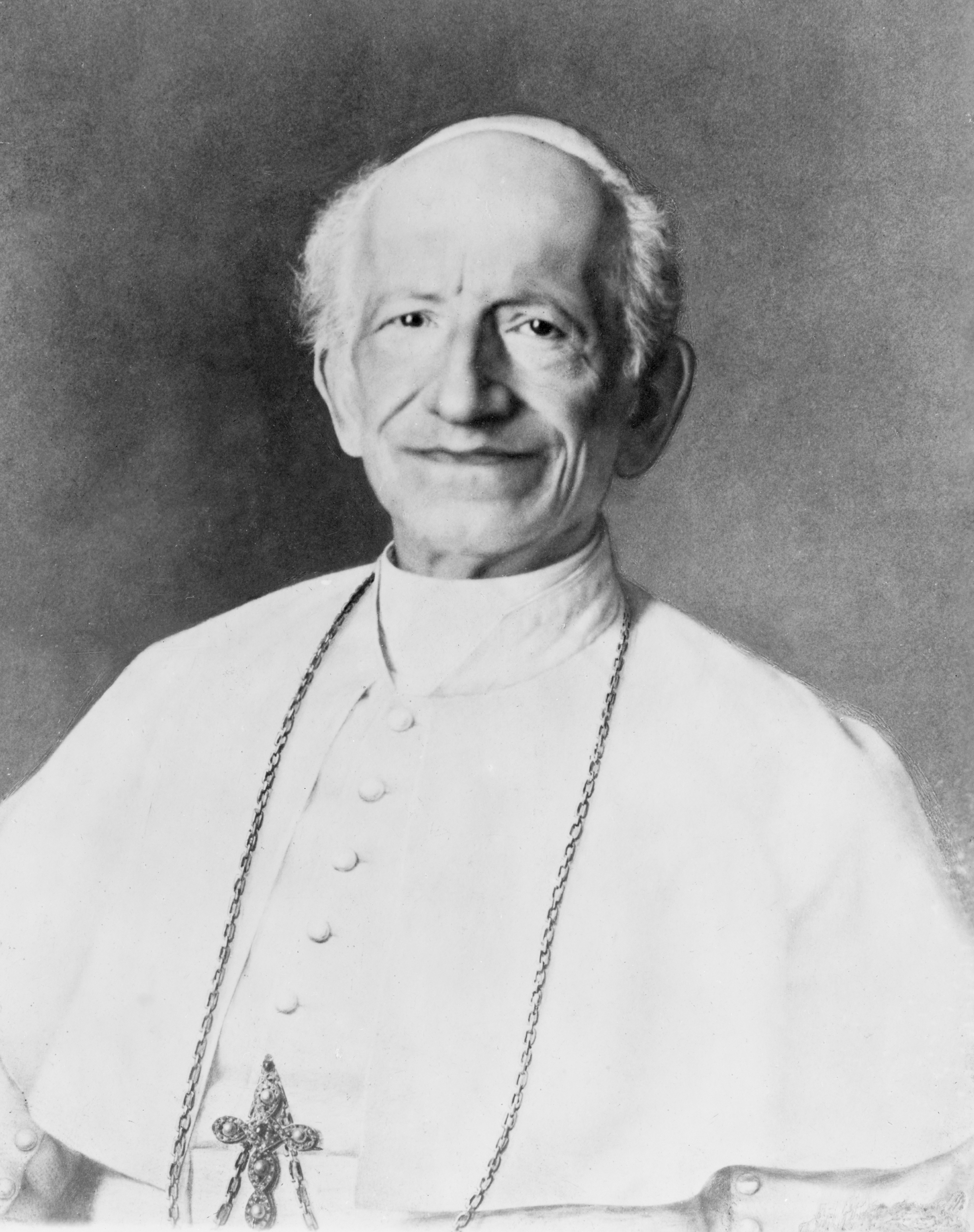
Papa Leone XIII

Fondato nel 1957, è stato il partito di tre Presidenti: Eduardo Frei Montalva, Patricio Aylwin Azócar e Eduardo Frei Ruiz-Tagle. Il PDC ha contribuito all'interno dell'alleanza di centro-sinistra Concertation all'elezione di due presidenti socialisti, Ricardo Lagos e Michelle Bachelet. L'attuale segretario del Partito è Juan Carlos Latorre.
Alle elezioni presidenziali del 2005 il partito sostenne la candidatura della leader Soledad Alvear contro la socialista Michelle Bachelet. Si decise all'interno della coalizione di centrosinistra di organizzare elezioni primarie per la scelta del candidato. A causa dei sondaggi che la vedevano nettamente ridimensionata, la leader del PDC si ritirò e sostenne la candidatura della socialista Bachelet.
Dopo essere stato per diversi anni dopo la fine della dittatura il maggiore partito del Cile, il PDC ha vissuto un costante arretramento di consensi, perdendo prima il primato a livello nazionale (a favore dell'UDI), e poi all'interno della stessa Concertazione.
Dopo l'alternanza di governi di centro-sinistra, di cui ha fatto parte, e di centro-destra, di cui è stata all'opposizione, negli anni 2010, ha promosso la coalizione Unità Costituente coi suoi alleati storici per le elezioni costituzionali del 2021. L'intera coalizione, ed il PDC in particolare, ottenne uno scarso risultato. Nello stesso anno, con la medesima alleanza di centro-sinistra, riorganizzata sotto il nome di Nuovo Patto Sociale, appoggiò la candidatura di Yasna Provoste, membro del PDC, alle elezioni presidenziali del 2021. Provoste arrivò solo quinta al primo turno.
La coalizione si sciolse dopo l'ingresso dei partiti di sinistra nel governo di Gabriel Boric, a seguito dell'elezione di quest'ultimo alla presidenza.

## Origini

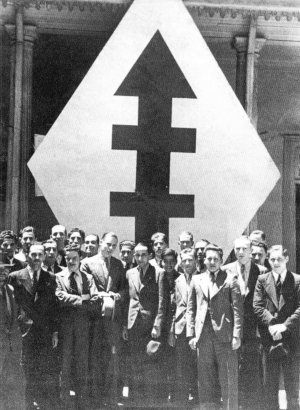
Falange Nacional

La storia del PDC inizia fin dalla fine degli anni 20, quando il movimento giovanile del Partido Conservador in contrapposizione con la dirigenza del partito riguardo alle politiche economiche decise di scindersi fondando il Partido Conservador Social Cristiano ed opponendosi alle politiche dei governi liberali sia in economia ma anche nel processo di secolarizzazione in atto.
In ambito della filosofia politica la nuova formazione si professa umanista cristiana
e come programma politico si è allineato sulla Dottrina Sociale della Chiesa e sostenendo il pensiero di San Tommaso d'Aquino e di Jacques Maritain. I principali sostenitori conservatori di questa nuova formazione politica sono Eduardo Frei Montalva e Radomiro Tomic. Successivamente venne creata la Falange Nacional, partito nazionalista di centro.
Il PDC nasce ufficialmente nel 1957 dalla trasformazione in partito della coalizione politica Federazione Cristiana sociale nata, nel 1955, dalla fusione tra:
- Falange nazionalista, movimento giovanile nato tra giovani del Partito Conservatore;
- Partito conservatore cristiano sociale;
- Agrari - Laburisti.

Eduardo Frei Montalva divenne nuovo presidente del partito.

## Eduardo Frei Montalva al governo (1964-1970)

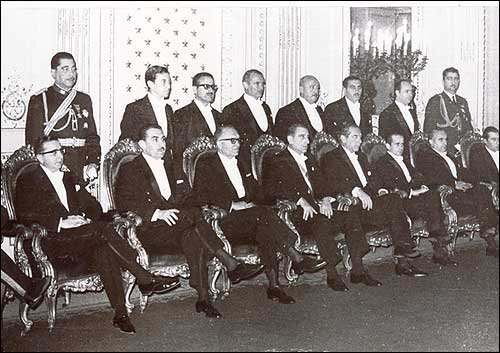
Governo di Frei Montalva

Il PDC, in pochi anni, dimostrò di saper raccogliere ampi consensi popolari. Alle elezioni presidenziali del 1964 il partito ricevette grazie al sostegno della presidenza statunitense (John Kennedy), ottenne un sostanzioso finanziamento con lo scopo di sostenere l'elezione di Frei in contrapposizione della candidatura socialista di Salvador Allende. Frei partì in svantaggio all'inizio della campagna elettorale dietro sia alla candidatura di sinistra che di destra. Il programma presidenziale prevedeva la nazionalizzazione delle miniere di rame e la riforma agraria. Le proposte democristiane erano generalmente considerate come di centrosinistra e la principale differenza con Allende è il fine della candidatura di Frei Montalva: esso persegue la cosiddetta Rivoluzione nella libertà in contrapposizione a quella marxista di Allende.
La destra nel timore di perdere le elezioni, a seguito della sconfitta in una elezione suppletiva nella città di Curicó, decise di sostenere la candidatura di Frei. Dal canto suo quest'ultimo affermò che non avrebbe cambiato di una virgola il proprio programma politico. Infatti l'appoggio della destra fu solo esterno ed una volta vinto non sarebbe entrata nel governo.
Il PDC ha vinto con il 56% dei voti contro il 39% di Allende. Il governo comincia la nazionalizzazione del rame e la nuova riforma agraria. Tuttavia una parte del PDC non accettava l'opposizione alla sinistra di Allende, nel 1969 una parte della sinistra DC si scisse per fondare il Movimento Azione Popolare Unito. La motivazione principale era il sostegno di Frei al candidato della destra alle elezioni del 1970 nonostante l'opposizione dei nazionalisti alle riforme progressiste del governo.

## Opposizione ad Allende e a Pinochet

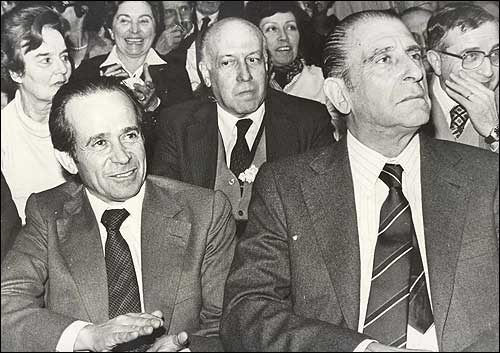
Eduardo Frei Montalva e Andrés Zaldívar

Alle elezioni del 1970 prevalse il socialista Allende. Tuttavia non ottenne la maggioranza dei voti, necessaria per essere eletti. Per questo motivo l'elezione del nuovo Presidente della Repubblica spettava al Congresso (il parlamento in seduta plenaria) tra i due candidati che avevano ottenuti più voti: Allende e l'ex presidente conservatore Jorge Alessandri.
Il PDC inizialmente era propenso a sostenere il conservatore Alessandri ma durante il processo venne ucciso il gen. René Schneider di tendenza progressista dal punto di vista politico, assassinato da un gruppo di destra. Il PDC si dimostrò scettico di fronte all'elezione della destra e per questo aprì all'elezione di Allende ma in cambio chiese la ratificazione di un documento che garantiva la protezione delle istituzioni dalla rivoluzione marxista. Allende accettò ed alla fine venne eletto. La Democrazia Cristiana si oppose tuttavia al governo di sinistra di Allende ed in particolare temeva per il continuo scontro tra il Partito Socialista ed il Partito Comunista e per le continue minacce di quest'ultimo di lasciare il governo e di sostenere la lotta armata per il conseguimento del potere a tutti gli effetti conforme con la dottrina marxista, mentre i socialisti erano favorevoli ad una linea più socialdemocratica e in continuazione con parte della politica cristiano sociale della presidenza democristiana, soprattutto quella agraria.
Nel 1973 l'esercito organizzò, con a capo il gen. Augusto Pinochet, sostenuto dagli USA un colpo di Stato che fece cadere il governo democratico di Allende. Inizialmente parte della DC sostenne il golpe ma progressivamente si discostò fino ad opporsi al governo militare che formalmente rispettava le garanzie costituzionali, ma di fatto si comportava come una dittatura. Il PDC si batté per il rispetto dei diritti umani e criticava duramente le scelte politico economiche intraprese dalla giunta militare.
Durante la dittatura, il PDC diede vita, insieme al Partito socialista ed ai liberal-socialisti, all'Alleanza democratica, dalla quale è poi nata la Concertazione, che governa il paese dal 1990. Alle prime elezioni presidenziali democratiche dopo la fine della dittatura, fu eletto presidente il democristiano Patricio Aylwin.

## L'eraConcertación
Il PDC prese parte all'opposizione di centro-sinistra Alianza Demócratica formata dai socialisti e dai democristiani stessi. Tale coalizione si è opposta alla proposta del gen. Pinochet di proseguire il governo militare formando la Concertación de Partidos por el No in merito all'opzione contraria al regime nel referendum convocato nel 1988. Con il 55% dei voti il regime di Pinochet fu bocciato dal popolo cileno. Alle elezioni presidenziali del 1989 vinse il candidato democristiano Patricio Aylwin della DC. Alle elezioni presidenziali del 1993 vinse Eduardo Frei Ruiz-Tagle, membro della DC stessa, e alle elezioni del 1999 e del 2005 il partito sostenne l'elezione di due socialisti Ricardo Lagos e Michelle Bachelet.
Il ruolo del partito all'interno dei vari governi è sempre stato rilevante, contando spesso su ministeri fondamentali come quello degli Esteri, Difesa o Interno. In occasione delle elezioni presidenziali del 2009 il partito e la coalizione sostengono la ripresentazione dell'ex-presidente Frei ma risulterà sconfitto per uno stretto margine al ballottaggio contro il candidato del centrodestra Piñera che determinerà la fine dei 20 anni dei governi del centrosinistra.
Subito dopo la sconfitta elettorale il partito si è collocato all'opposizione assieme ai suoi alleati di sinistra. Per tale motivo è in corso una riorganizzazione del partito per coordinare l'opposizione.

## Storia elettorale

### Deputati
| Anno elezione (totale deputati) | Numero deputati | Voto deputati | %     |
| 1961 (147)                      | 23              | 213.468       | 15,4  |
| 1965 (147)                      | 82              | 995.187       | 42,3  |
| 1969 (150)                      | 56              | 716.547       | 29.8  |
| 1973 (150)                      | 50              | 1.055.120     | 29,07 |
| 1989 (120)                      | 38              | 1.766.347     | 25,99 |
| 1993 (120)                      | 37              | 1.827.373     | 27,12 |
| 1997 (120)                      | 38              | 1.331.745     | 22,98 |
| 2001 (120)                      | 23              | 1.162.210     | 18,92 |
| 2005 (120)                      | 20              | 1.354.631     | 20,78 |
| 2009 (120)                      | 19              | 931.789       | 14,24 |
| 2013 (120)                      | 21              | 967.003       | 15,55 |
| 2017 (120)                      | 14              | 616.550       | 10,28 |

### Senatori
| Anno elezione (Senatori) | Numero senatori | Voti      | %      |
| 1961 (45)                | 2               | 89.853    | 14,1%  |
| 1969 (45)                | 10              | 345.248   | 34.3%  |
| 1973 (45)                | 10              | 745.274   | 33,88% |
| 1989 (38)                | 13              | 2.188.329 | 32.21% |
| 1993 (18)                | 4               | 418.785   | 22,35% |
| 1997 (20)                | 10              | 1.238.540 | 29.22% |
| 2001 (18)                | 2               | 392.372   | 22.85% |
| 2005 (20)                | 4               | 1.400.019 | 29.22% |
| 2009 (20)                | 4               | 310.916   | 16,63% |
| 2013 (20)                | 2               | 744.261   | 16,51% |
| 2017 (23)                | 3               | 237.983   | 14,28% |